# Acuífero calizas del páramo de la Alcarria

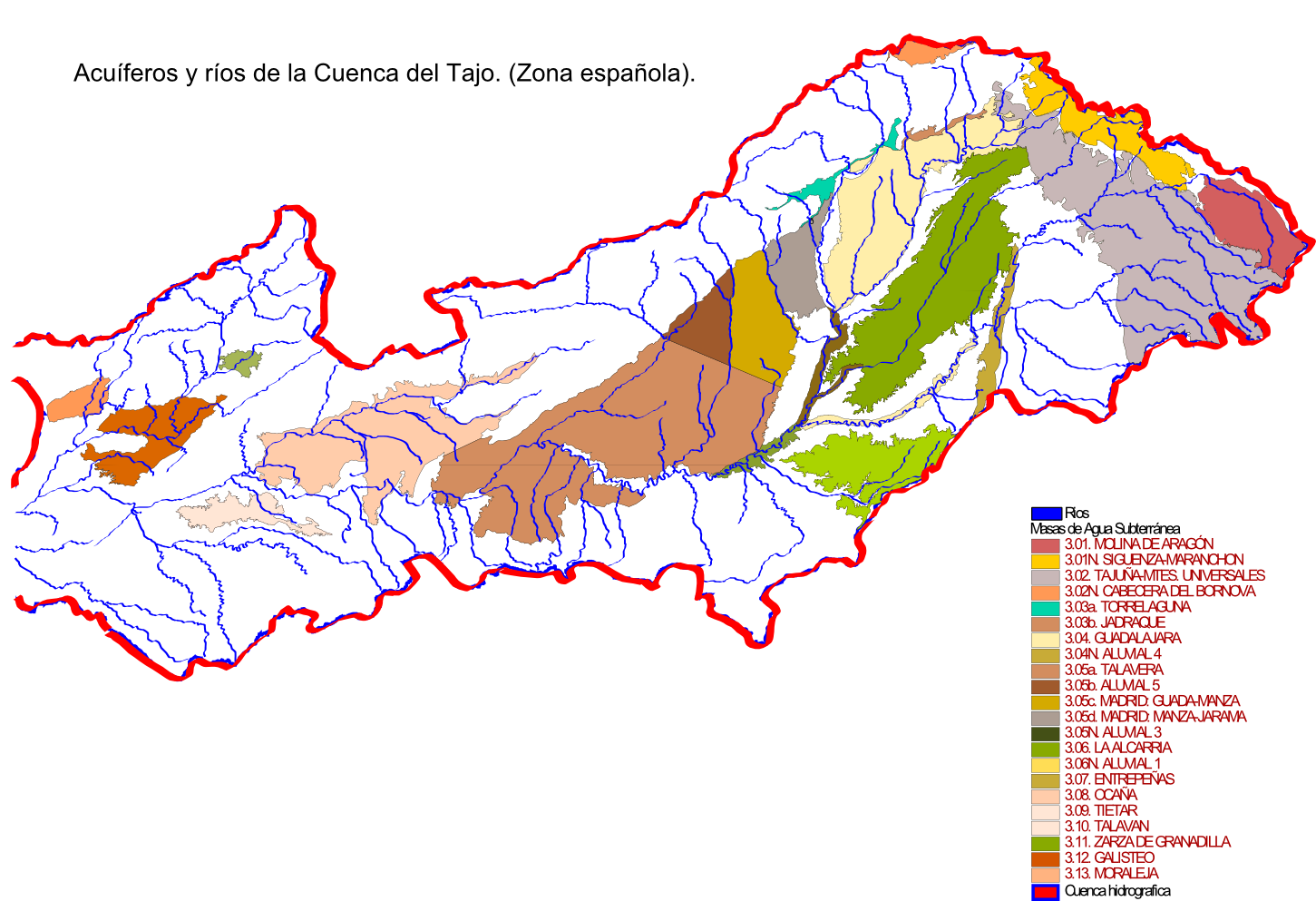
Acuíferos de la Cuenca del Tajo

El acuífero del Páramo de la Alcarria está situado en el extremo oriental de la cuenca terciaria del Tajo; está limitado al norte, por el río Henares; al sur, por el río Tajo; al este, por el acuífero Mesozóico de Cabecera de la cuenca del Tajo y al oeste por el acuífero n.º 14 (Subunidad Madrid-Toledo), ya en la Comunidad de Madrid.

## Descripción

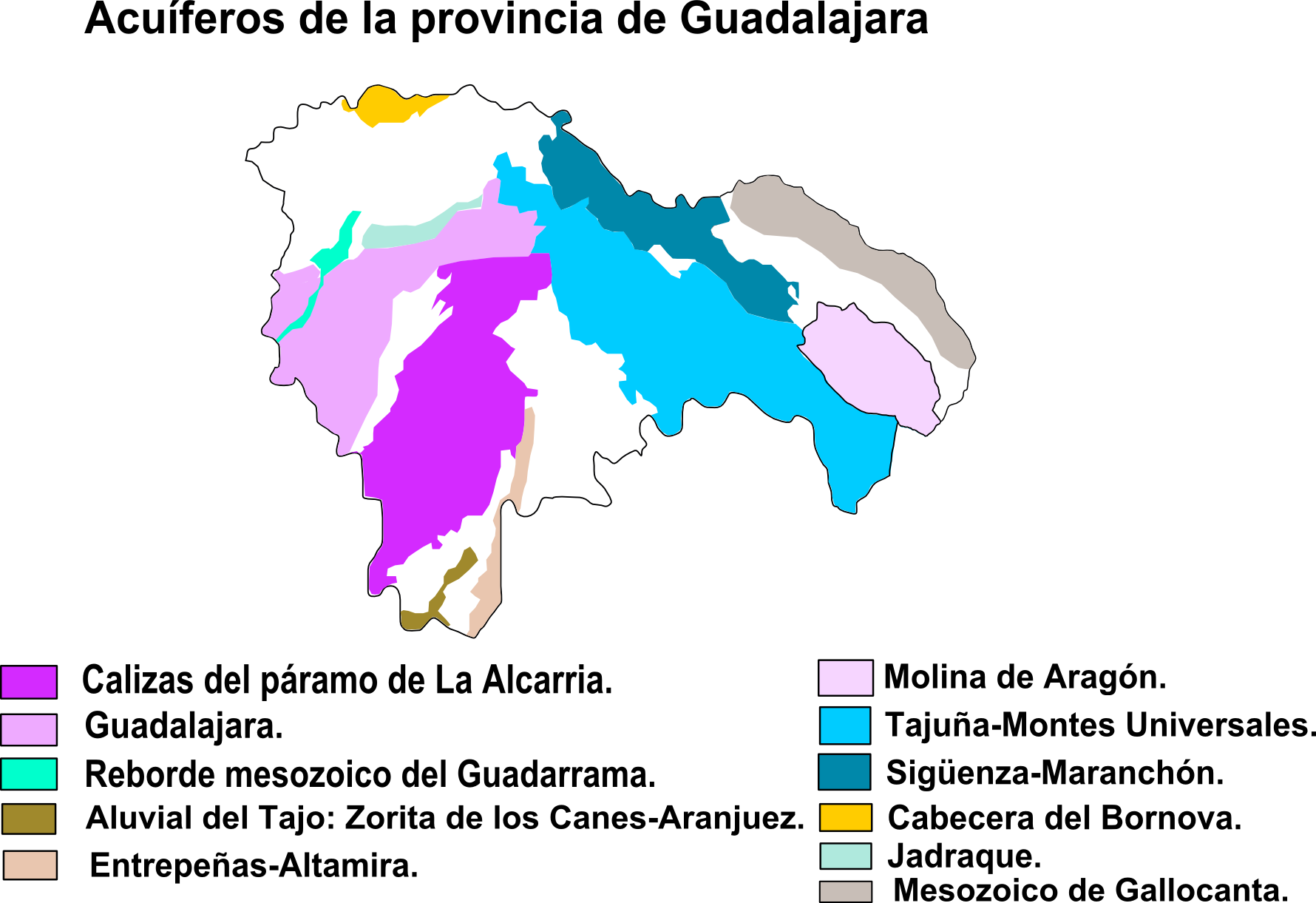
Acuíferos de la provincia de Guadalajara.

La superficie total del sistema es de unos 2200 km², la correspondiente al acuífero (superficie aflorante) es de unos 1.800 km².
El conjunto del sistema forma una región natural a caballo de la provincia de Guadalajara y la Comunidad de Madrid, siendo prácticamente horizontal, con sus cotas máximas en el extremo nororiental (1.050 m) y mínimas en el suroccidental (750 m), con una pendiente cercana al 2,5 por mil.
El encajonamiento de la red fluvial, con el río Tajuña como eje principal, ha provocado la erosión de las calizas, de forma que el sistema ha quedado dividido en cuatro subunidades que constituyen acuíferos colgados independientes: Subunidad sur y noroccidental en la margen derecha del Tajuña y Subunidades de Chinchón y Mondéjar en la margen izquierda. Su litología, estratigrafía y funcionamiento hidráulico son semejantes.

### Cuenca del Tajuña
Los principales afluentes del Tajuña son el río Ungría, con su nacimiento en el manantial de Fuentes de La Alcarria, con un caudal superior a 100 l/s, el río Matayeguas (afluente del río Ungría) y el arroyo de la Vega de Valdesachas.
El sistema acuífero está formado por un conjunto de materiales detríticos-calizos de origen fluvio-lacustre separados por estratos de yesos y facies evaporiticas de la fosa tectónica del Tajo, alcanzando una potencia del orden de 100 m. Este acuífero se recarga por infiltración del agua de la lluvia y se descarga a través de múltiples manantiales o de los estratos cuaternarios conectados hidráulicamente con los ríos, especialmente el Tajuña.
Los recursos mínimos renovables se estiman en unos 145 hm³/año. Las reservas para una superficie aflorante de 1.800 km² y un espesor saturado de 10 m, se estiman en 180 hm³. En función de las medidas piezométricas realizadas por la confederación hidrográfica del Tajo, se considera que el acuífero se encuentra en régimen cuasi permanente saturado.

### Calidad de las aguas subterráneas
Las composición de las aguas subterráneas del sistema es muy variable, encontrándose aguas de dureza media a aguas extremadamente duras. Aunque normalmente el residuo seco oscila entre 250 y 650 mg/l, en algunos puntos se superan ampliamente los 2.000, llegándose a alcanzar valores del orden de 6.300 mg/l.
Las variaciones anuales y estacionales son muy acusadas, no obstante el contenido de nitratos tiende a un aumento a lo largo de los años. Asimismo la calidad del agua para riegos es muy variable, desde apta a totalmente inadecuada para estos fines por el elevado riesgo de salinización o alcalinización.